# Glenn Quagmire
Glenn Quagmire è un personaggio della serie animata I Griffin. È uno dei vicini della famiglia, nonché un grande amico di Peter Griffin, il quale lo descrive come un "segugio del sesso senza cuore" e si riferisce a lui definendolo "uno stupratore" in The Cleveland Show.
Nel doppiaggio originale, anche la voce di Quagmire (come quelle di Peter, Stewie e Brian) è del creatore della serie Seth MacFarlane. In Italia il personaggio è doppiato da Enrico Di Troia. La sua espressione ad effetto "Giggity!" è gradualmente entrata nella cultura popolare: viene utilizzata dal debutto del programma, avvenuto nel 1999, ed è comparsa anche nell'episodio del 4 gennaio 2011 di Around the Horn.

## Biografia
Nella serie Quagmire si mantiene come pilota di aerei di linea; tuttavia, il ruolo che lo identifica maggiormente è quello del maniaco sessuale che non pone limiti alle proprie perversioni - non casualmente, mostra attrazioni parafiliche per le cose più diverse, come la necrofilia, la zoofilia o addirittura la acrotomofilia. Quagmire infatti è affetto da ipersessualità e nel corso della serie dimostra di essere attratto da ogni tipo di donna, tanto che in una puntata fa delle offerte anche a Meg, ma desiste quando viene a sapere che è ancora minorenne. Ritornerà alla carica nell'episodio Quagmire e Meg, ossia la puntata nella quale la giovane compie 18 anni ma in seguito decide di rinunciarci nuovamente. Indossa quasi sempre una camicia hawaiana ed è caratterizzato da una mascella particolarmente larga e scolpita, che dà alla sua testa una forma fallica.
Oltre agli eccessi, Glenn si eccita sessualmente anche in situazioni normali, avanzando allusioni sessuali persino nei discorsi più banali. In una puntata gli viene un'erezione guardando il video di istruzioni per sintonizzare i canali satellitari. Quando Cleveland gli chiede se ci sia qualcosa che non lo ecciti, lui risponde "la parola immondizia". È palesemente attratto da Lois Pewterschmidt e ha tentato più volte di sedurla. In un episodio si scopre che nella sua vita passata era Jack lo squartatore.
La sua abitazione è caratterizzata dall'arredamento tipico del dongiovanni (esemplari sono gli specchi sopra i letti o i minibar nascosti nelle pareti); possiede inoltre un furgone-caravan (furgone-camper) superaccessoriato e una villa sulle montagne. È uno dei migliori amici di Peter insieme a Cleveland e Joe, e insieme passano tutte le sere a ubriacarsi nel locale L'ostrica ubriaca. Per ovvi motivi, è anche un appassionato di film pornografici, un accanito frequentatore di locali di spogliarello e un amante delle risse tra donne, ma nonostante tutto questo, è venuto a conoscenza del porno in rete solamente durante una chiacchierata all'Ostrica Ubriaca con i suoi amici (Peter se ne uscì pensando che lui ne fosse un esperto, data la sua fama di erotomane): dopo averne appreso l'esistenza, è uscito di casa solo dopo diversi giorni; in tale occasione, Quagmire è apparso in maniera decisamente trasandata, con la barba molto incolta, un'espressione frastornata sul volto, e il braccio sinistro molto più muscoloso del normale.
Ha tenuto un corso di seduzione a cui ha partecipato anche Brian Griffin. La sua ossessione per le donne lo porta spesso a compiere atti al limite della legalità e del buongusto: una volta in cui viene arrestato perché sorpreso da Lois a sbirciare nei bagni femminili, viene rilasciato solo grazie all'amico Joe, che è un poliziotto; in un altro episodio trova una cheerleader legata ai polsi e alle caviglie in un bagno: a questa vista Quagmire sembra essere pronto a cogliere l'occasione. In un episodio in cui cerca di stuprare una postina che doveva consegnargli un pacco, si scopre che ha ormai sviluppato un'immunità allo spray al peperoncino, dato che gliel'hanno spruzzato addosso ben più di una volta; quando partecipa per errore al reality show Single mette della droga nel bicchiere di Brooke e cerca di portarsela in camerino, ma scappa quando si rende conto che la troupe del programma televisivo al quale ha scelto di partecipare sta riprendendo l'intera scena; infine, una sera in cui ha un appuntamento con Lois, un cameriere gli chiede se desideri il solito prosecco con sonnifero: inizialmente Quagmire rifiuta la bibita, tuttavia, dopo aver attaccato bottone con Jennifer Love Hewitt, l'uomo accetta l'offerta del cameriere.
Incontra per la prima volta Peter Griffin quand'è un pilota della Marina Militare Statunitense. In un episodio sposa la "sguattera" (vinta a La ruota della fortuna) della famiglia Griffin, ma poi si pente e per lasciarla finge addirittura la morte, rischiando di essere sepolto vivo; morirà invece sua moglie, toccando la mano della Morte che era venuta per prendersi Quagmire. Nell'episodio Brian Lo Scapolo della quarta stagione, Glenn e Brian si ritrovano nella finale del reality Bachelor, poi vinto da Brian. Nell'episodio Amicizia tradita Loretta, la moglie di Cleveland, tradisce il marito proprio andando a letto con il suo amico Quagmire, che verrà in seguito perdonato. Nell'episodio Lois giornalista d'assalto, Quagmire rivela di avere sessantuno anni e afferma che si mantiene in forma grazie alle carote (anche se nell'episodio Per un pugno di Meg si vede con l'aspetto di un ragazzino quando era preso di mira dal bullo Tracey Bellings, nel 1986).
Nonostante le sue manie e le sue perversioni, talvolta riesce a dimostrare un'alta moralità, e fornisce ottimi consigli - che però lui stesso non segue. In una puntata dona addirittura a Meg un libro che lo ha aiutato a "riorganizzare" la propria vita sociale e le dispensa alcuni consigli, i quali rivelano una mente sorprendentemente sensibile. In alcune puntate afferma di fare abitualmente del volontariato in una mensa per indigenti, anche se in un'altra ricorda a Peter come odi la beneficenza. Nel terzo episodio dell'undicesima stagione, si viene a sapere che Glenn porta un parrucchino in quanto affetto da calvizie. Poiché cade in uno stato depressivo a causa della rivelazione del suo segreto, Peter Griffin e Joe Swanson lo accompagnano all'ospedale per un intervento di trapianto che gli restituirà il suo vecchio carattere.
Nell'episodio Halloween a Spooner Street i suoi amici gli giocano uno scherzo: gli iniettano dell'epatite C, ma Quagmire afferma di averla già. Allora decidono di iniettargli una siringa contenente un'altra malattia, ma Quagmire dice di aver già avuto anche quella. Gli iniettano infine numerose fiale, ma nessuna gli provoca una malattia, perché le sue molteplici relazioni gli hanno già procurato ogni genere di morbo, per alcune delle quali si dichiara addirittura essere il paziente zero. Alla fine, riescono a infettarlo soltanto quando Peter (andando in Africa e tornando) individua una malattia che - secondo le sue parole - non ha ancora un nome: Quagmire, quindi, non può aver già sviluppato delle difese contro la stessa. Libera così una zanzara, che pungendolo gli gonfia la faccia e gli causa uno svenimento.
Nell'episodio Intossicami dolcemente si scopre che Glenn è un ottimo cuoco e che ha imparato a cucinare perché secondo lui "la tavola è la strada più breve per il cuore di una donna". Nella stessa puntata egli diventerà il conduttore di una trasmissione di cucina, su consiglio di Peter e Lois, ma alla fine deciderà di rinunciarvi assieme a Peter, diventato anch'egli conduttore di un programma culinario.
Nell'episodio Il potere del like!, Glenn rivela di aver perso la verginità a soli 6 anni, quando è stato abusato e stuprato da una donna pedofila che faceva l'idraulica di professione e che lavorava frequentemente a casa dei Quagmire all'epoca.

## Rapporto con Brian
Prova un profondo odio, o come minimo disprezzo, nei confronti di Brian, che considera un ipocrita, benché in una puntata lo ospiti a casa sua. Spesso e volentieri gli nasconde fatti e avvenimenti della sua vita privata e, quando non gli parla con sufficienza, lo insulta. In una puntata, quando sono al ristorante, gli spiega bene i motivi del suo odio: in breve, Quagmire ritiene Brian una persona falsa, che si atteggia ad individuo colto, progressista, raffinato e leale, ma che spesso, alla prova dei fatti, ha rivelato di avere ben poche di queste caratteristiche. Alcune cose che gli rimprovera, più nello specifico riguardante il suo approccio con l'altro sesso, sono in realtà azioni delle quali Quagmire si è macchiato a sua volta, ma lui non nasconde i propri difetti, a differenza di Brian che cerca di usare il proprio ego per mostrarsi superiore a ogni cosa, e per questo lo detesta tanto; anzi, Glenn non ostenta nessuna superiorità, perché quello che non sopporta è l'atteggiamento di Brian di fronte ai propri difetti piuttosto che tali difetti in sé. Quagmire sa di aver sedotto Loretta Brown, di provarci anche lui con Lois (anche se solo quando Lois e Peter erano temporaneamente separati o in crisi a differenza di Brian), di avere diversi figli dei quali non si prende cura e di essere totalmente impenitente al riguardo, ma questa cosa non è un segreto per nessuno, e lui non finge di essere diverso da ciò che è a differenza di Brian.
Il loro rapporto peggiora dopo che Brian va a letto col padre di Quagmire che è una donna transgender operata, e perciò viene brutalmente picchiato da quest'ultimo. In un altro episodio, Brian scambia inavvertitamente Abby, la nipotina di Quagmire, per un maschio, peggiorando ulteriormente le condizioni mentali della bambina, la quale ha i capelli corti per colpa del cancro: Brian si scusa subito dell’equivoco, ma spaventa accidentalmente ancora di più la piccola e quindi Glenn lo caccia. In un altro momento, Brian vede una donna entrare in casa di Glenn e, cercando di essere simpatico, gli chiede scherzosamente se sia la sua ennesima conquista, ma costei è, in realtà, Brenda, la sorella di Glenn, sottoposta a violenza domestica. Anche in questa circostanza Brian si scusa subito, ma Glenn, di nuovo, non accetta le scuse. È quindi chiaro che mentre tutti questi errori sono stati compiuti in buona fede, Quagmire non ha mostrato nessuna comprensione, reagendo in modo assolutamente esagerato.
Brian, dal canto suo, fa molto poco per riappianare i rapporti, dato il suo carattere arrogante ed orgoglioso; anzi, spesso risponde e si accapiglia con Glenn. Una volta, addirittura, gli ha venduto un appartamento rovinato e scadente, facendolo passare per un edificio di lusso, riducendo ulteriormente la già bassissima opinione che Quagmire aveva di lui. Dev'essere però specificato che, prima che i creatori della serie riscrivessero l'atteggiamento di Quagmire verso Brian, i due andavano d'accordo. È possibile che la vera ragione per la quale Quagmire odia Brian sia che lui è semplicemente un cane, mentre Glenn preferisce di gran lunga i gatti, mentre un'altra ragione potrebbe essere il fatto che nelle prime stagioni Brian era decisamente un personaggio più benevolo, amichevole e un po' la voce della ragione, pur mantenendo una certa dose di sarcasmo e tendenza a bere. È anche spesso lasciato ignoto cosa ne pensi la cerchia di amici di questa faida, perché non viene mai mostrato che tentino di riappacificare o, solo, appianare il rapporto tra i due.
Il tutto lascia ampiamente aperto quanto i suoi sentimenti siano giustificati, dato che i due hanno, in diversi momenti, compiuto azioni scorrette nei confronti dell'altro. Durante le stagione più recenti, Glenn sembra voler lasciarsi alle spalle i passati conflitti e cercare di fare pace con Brian. Il tutto lo si intuisce quando Glenn, commosso dal video della moglie di Brian malata di cancro, ammette di esser sempre stato scontroso con lui e per farsi perdonare decide di organizzargli l'addio al celibato.

## Famiglia
Poco precisi da parte del produttore risultano i riferimenti alla famiglia nella quale Quagmire è cresciuto. Una volta la madre viene ritratta come una donna benestante e dall'aspetto curato; in un altro episodio, invece, la casa della madre di Quagmire risulta essere una squallida roulotte nella quale il preferito dalla madre sembra essere il gatto. Nell'episodio Quagmire's Mom si conosce il nome della madre, Crystal, e si scopre che era una donna con gli stessi vizi del figlio, ossia avere rapporti sessuali con molti uomini. 
Infatti, quando Glenn nacque, Crystal provò un gran piacere sessuale e obbligò gli infermieri a rimettere il neonato nell'utero: Glenn nacque 9 volte.
Nella stessa puntata Crystal rivela di aver abbandonato quel mondo lussurioso e di aver abbracciato la religione: inizialmente il figlio, infuriato perché fu sempre trascurato dalla donna, non perdona la madre e rivela addirittura che la stessa - e non lui - andò al suo ballo scolastico. Alla fine, però, riesce a riconciliarsi con la madre, che per salvare il figlio da un'accusa di sesso con una minorenne ha intrattenuto rapporti sessuali con il giudice per ben due volte.
Nell'episodio Un Padre In Affitto della seconda stagione, Quagmire adotta Chris, che si sentiva trascurato dal padre Peter. Nella stessa puntata afferma di essere cresciuto solo con sua madre. Nell'episodio Il papà di Quagmire si viene a conoscenza del padre di Quagmire, di nome Dan, ex-comandante di Marina e veterano della guerra del Vietnam. A prima vista Peter e Joe lo considerano gay per i suoi comportamenti. Inizialmente decidono di non rivelare i propri sospetti a Quagmire, anche perché trovano la situazione divertente; tuttavia, Peter viene poi spinto da Lois a rivelare i propri dubbi all'amico, il quale la prende molto male e si rifiuta di credere alle parole di Peter. Durante il ricevimento dei veterani del Vietnam organizzato in onore di suo padre, Quagmire parla con i compagni dello stesso, che gli descrivono attraverso una sfilza di frasi facilmente fraintendibili le gesta del medesimo, e comincia a insospettirsi, decidendo così di chiedere spiegazioni al genitore. Il padre di Quagmire rivela di non essere gay, ma MtF: vuole intraprendere la transizione verso il sesso femminile, cambiando nome in Ida Davis. Quagmire ne rimane deluso, ma si scopre anche protettivo nei confronti del padre: quando viene a sapere che è stato a letto con Brian, Quagmire pesta a sangue quest'ultimo, lasciandolo per terra dolorante. Questi allora, per avere l'ultima parola, prima che Quagmire se ne vada gli rivolge una battuta di pessimo gusto: "Hey... Mi sono sbattuto tuo padre."
Quagmire ha anche una sorella, Brenda, e un fratello sordo, Gary, che non è mai apparso nella serie. La sorella Brenda stava con un uomo violento di nome Jeff Merdoso, che la picchiava in continuazione e la sfruttava costringendola a fare tre lavori contemporaneamente per mantenerlo. Dopo aver scoperto che la sorella era incinta e stava per sposare Jeff, Glenn decise di uccidere il fidanzato della sorella per salvarla, e coinvolse i suoi amici. Peter si dimostrò subito entusiasta, mentre Joe, essendo un poliziotto, provò alcuni scrupoli che tuttavia svanirono dopo aver assistito all'ennesimo pestaggio. I tre si accordarono per uccidere Jeff nella foresta, ma l'uomo comprese le intenzioni di Glenn e dei suoi amici e, dopo aver tramortito Joe e Peter, si allontanò con Glenn per ucciderlo; tuttavia, dopo un violento corpo a corpo, Glenn riuscì a liberarsi simulando la morte per asfissia e, raggiunta la macchina, uccise Jeff schiacciandolo contro un albero.
Non ha figli dichiarati, ma essendo stato con molte donne dice che potrebbe avere innumerevoli figli sparsi per il globo. In un episodio se ne vedono alcuni, uno dei quali appare nato dalla relazione con una donna ispanica e un altro affetto da una non specificata disabilità. In un'altra puntata ancora, La nuova pupa di Quagmire, gli viene lasciata una bambina che, secondo la lettera sopra la cesta, è figlia di Glenn: ne ha subito la conferma quando la bambina dice "Giggity", tipica espressione di Quagmire. A causa dei problemi che gli dà con le donne, l'uomo decide di dare in adozione la bimba, anche se poi se ne pente. Si reca quindi a casa della coppia che ha adottato sua figlia con l'intenzione di riprendersela di nascosto, ma quando vede quanto bene le vuole la famiglia adottiva, capisce che è meglio lasciare sua figlia a loro: si riconferma poi ossessionato dal sesso dicendo di voler di nuovo vedere la bambina quando sarà maggiorenne.
In un altro episodio ancora, quando va con Peter e gli altri a un ballo scolastico, rimorchia una ragazza di nome Courtney, la quale però emette un “Giggity”, scoprendo quindi essere sua figlia, con cui diverrà abbastanza protettivo e premuroso, portandola addirittura in campeggio con Peter e Meg.